# Zamek w Cardiff
Zamek w Cardiff  (ang. Cardiff Castle, wal. Castell Caerdydd) – okazały normandzki zamek i XIX-wieczna rezydencja utrzymana w stylu wiktoriańskiego neogotyku, położony w centrum Cardiff, należący do największych atrakcji turystycznych Walii.
Zamek w Cardiff 2 grudnia 1952 roku został wpisany na listę Zabytków Walii pod nr 13662 z zaliczeniem do klasy I (grade I) z uwagi na to, że reprezentuje wyjątkowe architektoniczne cechy różnych epok, a zwłaszcza epoki wiktoriańskiej (wyposażenie, meble i dekoracje wykonane przez miejscowych artystów).

## Historia

### Okres rzymski
Pod koniec lat 50. I wieku naszej ery w Cardiff został prawdopodobnie założony rzymski fort, ulokowany w strategicznym miejscu, ułatwiającym dostęp do morza. Wyniki wykopalisk archeologicznych, przeprowadzonych w latach 70. XX wieku, wskazują na to, że cardiffski fort był tylko pierwszym z czterech, jakie istniały w tym miejscu i z których pozostały fragmenty rzymskiego muru.

### XI–XIX wiek
Po podboju przez Normanów na miejscu rzymskiego fortu zbudowany został donżon. Miejsce to zostało podzielone na części wewnętrzne i zewnętrzne, oddzielone od siebie ogromnym, kamiennym murem. Powstała rezydencja rycerska typu motte. Pierwszy donżon zbudował Robert Fitzhamon, normański lord Gloucester. Wiele wczesnych obiektów obronnych zostało prawdopodobnie zbudowanych z drewna. W kolejnych stuleciach rozbudowywano zamek, który był w posiadaniu wielu rodzin szlacheckich.
Donżon zmienił wygląd ok. 1300 roku, kiedy wybudowano wieżę południową; zbudowano też wewnętrzny dziedziniec i prawdopodobnie Czarną Wieżę (Black Tower). W latach 1429–1439 Richard Beauchamp, hrabia Warwick, wybudował naprzeciwko muru zachodniego poligonalną wieżę i nowe założenie mieszkalne, rozbudowane pod koniec XVI wieku przez Henry’ego Herberta, 2. hrabiego Pembroke. W 1766 roku zamek odziedziczył lord Mountstuart, późniejszy 1. markiz Bute; od tego momentu zamek znajdował się w posiadaniu tego rodu. W 1776 roku 1. markiz Bute zlecił Henry’emu Hollandowi przebudowę zachodnich apartamentów, a Lancelotowi Brownowi urządzenie ogrodów. W roku 1850 pewne prace przy Czarnej Wieży wykonał John Prichard.
John Crichton-Stuart, 2 markiz Bute przyczynił się do tego, iż Cardiff stał się w największym na świecie portem eksportującym węgiel. Zamek i majątek rodzinny przeszły w ręce jego syna, Johna Crichton-Stuarta, 3. markiza Bute, który w latach 60. XIX wieku cieszył się sławą najbogatszego człowieka na świecie. W 1866 roku zlecił on architektowi Williamowi Burgesowi przebudowę zamku. Wewnątrz gotyckich wież Burges stworzył bogate i wystawne wnętrza, ozdobione muralami, witrażami, marmurami, złoceniami i drewnianymi rzeźbami, nadając każdemu pomieszczeniu indywidualny klimat.

### XX wiek
3. markiz zmarł w 1900 roku, a dzieło przebudowy ukończył jego syn, nadając zamkowi charakter rezydencji z epoki wiktoriańskiej. Bute'owie mieszkali na zamku w latach 20. i 30. Po śmierci 4. markiza Bute jego rodzina postanowiła przekazać zamek wraz z parkiem, znanym jako Bute Park, miastu Cardiff. Przez 25 lat zamek był siedzibą National College of Music and Drama, a po 1974 roku stał się jedną z najpopularniejszych atrakcji turystycznych Walii.

## Architektura

### Wygląd zewnętrzny

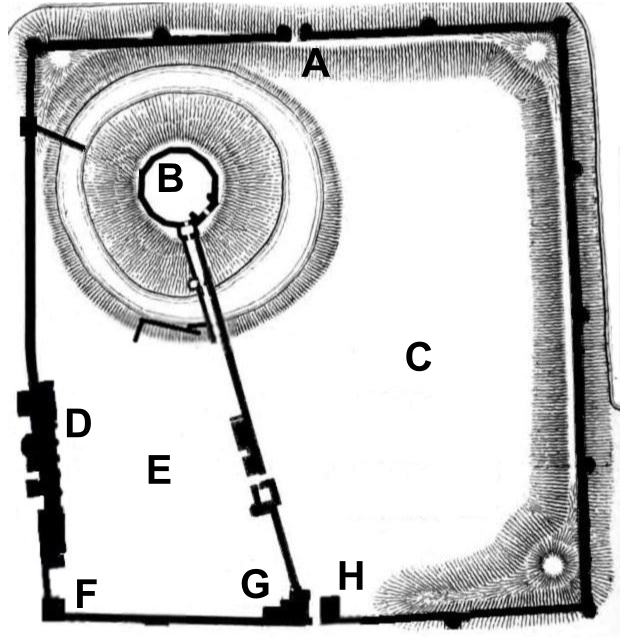
Plan zamku w Cardiff: A - Brama Północna; B - motte i donżon; C - dziedziniec zewnętrzny; D - główne apartamenty; E - dziedziniec wewnętrzny; F - Wieża Zegarowa; G - Czarna Wieża; H - Brama Południowa i wieża barbakanu

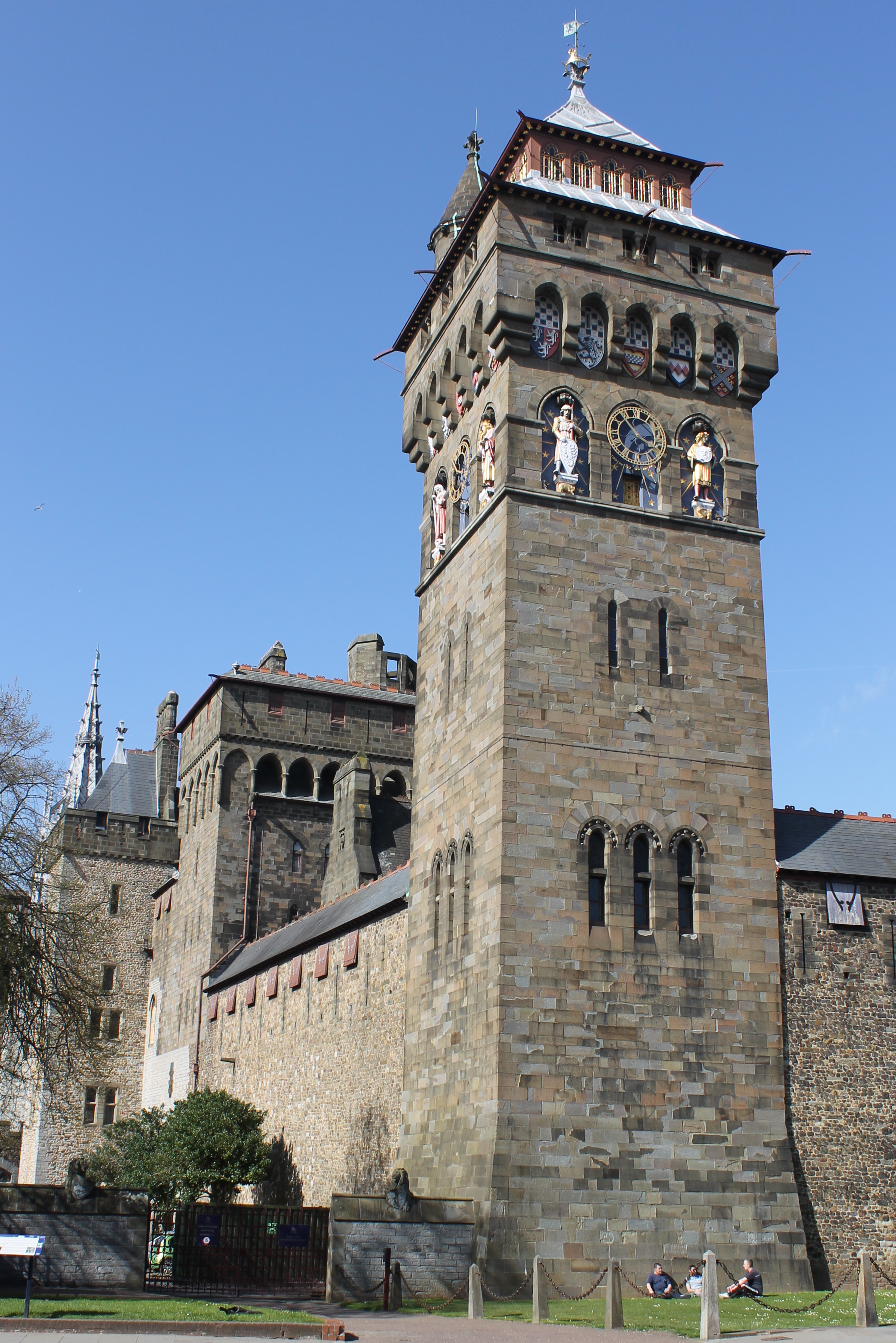
Wieża Zegarowa

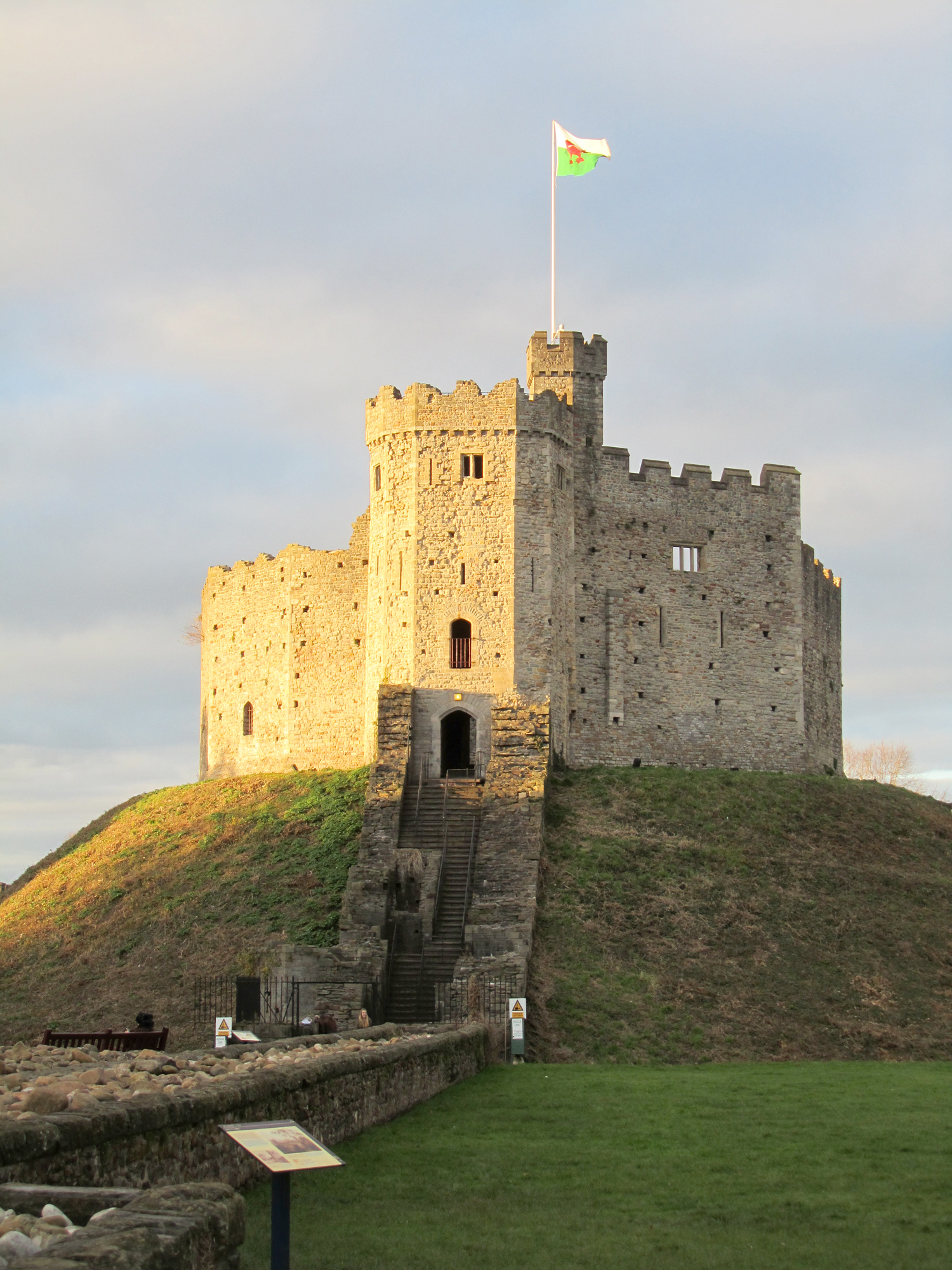
Normański donżon

Wejście na teren zamku od południa prowadzi przez zespół Czarnej Wieży i Bramy Południowej (South Gate). Mury południowe na zachód od Czarnej Wieży, zwieńczone blankami i pokryte dachem łupkowym, zostały zrekonstruowane w stylu nawiązującym do średniowiecza przez Williama Burgesa. Mury od południowego zachodu, wschodu i północy, z blankami, wielokątnymi wieżyczkami i chodnikiem strzeleckim, zostały zrekonstruowane w stylu romańskim. W murze północnym znajduje się umieszczona centralnie Brama Północna, flankowana wieżyczkami. Oryginalny mur rzymski od zrekonstruowanego oddziela warstwa różowego kamienia. Na północ od bramy znajduje się drewniany most wsparty na betonowych filarach, utrzymany w stylu rzymskim. Po stronie zachodniej założenia znajdują się apartamenty otoczone szeregiem wież. Jedną z nich jest Wieża Bute'a (z dwiema kondygnacjami dobudowanymi przez Burgesa), ozdobiona posągami umieszczonymi w arkadach. Inna poligonalna Wieża Beauchampa z machikułami, zwieńczona XIX-wieczną drewnianą sygnaturką. Poniżej znajduje się zrekonstruowana w latach 20. XX wieku Brama Zachodnia, a nieopodal zbudowana na planie kwadratu i pokryta stromym dachem łupkowym Wieża Herberta (dwie kondygnacje również wzniósł Burges) i Wieża Gości.
W południowo-zachodnim narożniku murów obronnych znajduje się Wieża Zegarowa, zbudowana na miejscu rzymskiego bastionu. Jest ona, jeśli chodzi o wygląd zewnętrzny zamku, najbardziej dominującym elementem. Wysoka na ponad 39 (według niektórych źródeł 45) m została wyposażona ze wszystkich stron w kolorowe, pozłacane tarcze zegarowe, tarcze heraldyczne oraz alegorie ciał niebieskich (wysokie na 3 m posągi Merkurego, Księżyca, Marsa, Jowisza, Saturna, Wenus i Słońca). Posąg uosabiający Marsa został przedstawiony z tarczą, a Słońce – z symbolem słońca. Na lewo od nich, na następnej elewacji wieży widnieją Wenus i Merkury. Na północnej elewacji wieży znajduje się motyw drzewa dębu, pochodzący z herbu markizów Bute. Wieża Zegarowa jest nakryta ołowianym dachem łamanym; widoczne okna clerestorium należą do Pokoju Palaczy.
W założeniu motte, otoczony fosą, ponownie odsłoniętą w XIX wieku, znajduje się kamienny donżon, zbudowany na planie dwunastokąta. Wieża z wieżyczką od strony południowej jest dziełem XX-wiecznym.

### Wnętrze
Williama Burgesa i 3. markiza Bute łączyło zainteresowanie średniowieczem i wpływami kulturowymi, a także intelektualne zamiłowanie do mitu, magii i alegorycznych opowieści jako inspiracji do pracy. Wizją Bute'a było przekształcenie zamku w Cardiff w budowlę bujnie gotycką. Zamiar ten, dzięki swemu wrodzonemu talentowi i artyzmowi, zrealizował Burges. Wystawne wnętrza zamkowe wzbogaciły dekoracje w postaci malowideł ściennych, witraży, kunsztownych drewnianych rzeźb, detali wykonanych z użyciem kamieni ozdobnych i złoceń, a także dobranych tematyczne mebli i tkanin. Burges do współpracy zaprosił wielu wybitnych wówczas rzemieślników, zarówno lokalnych i krajowych, jak i międzynarodowych, takich jak Thomas Nicholls (kamieniarz), Frederick Weekes (różne detale konstrukcyjne), H.W. Lonsdale i N.H.J. Westlake (projekty murali), Charles Campbell (polichromia) i Thomas John (główny snycerz) czy specjaliści z firmy Saunders & Co (witraże).
Pokoje zamkowe w liczbie 17 zostały zaprojektowanych przez Burgesa, ale jego wpływ zaznaczył się i w pozostałych pomieszczeniach zamku.

#### Zimowy Pokój Palaczy

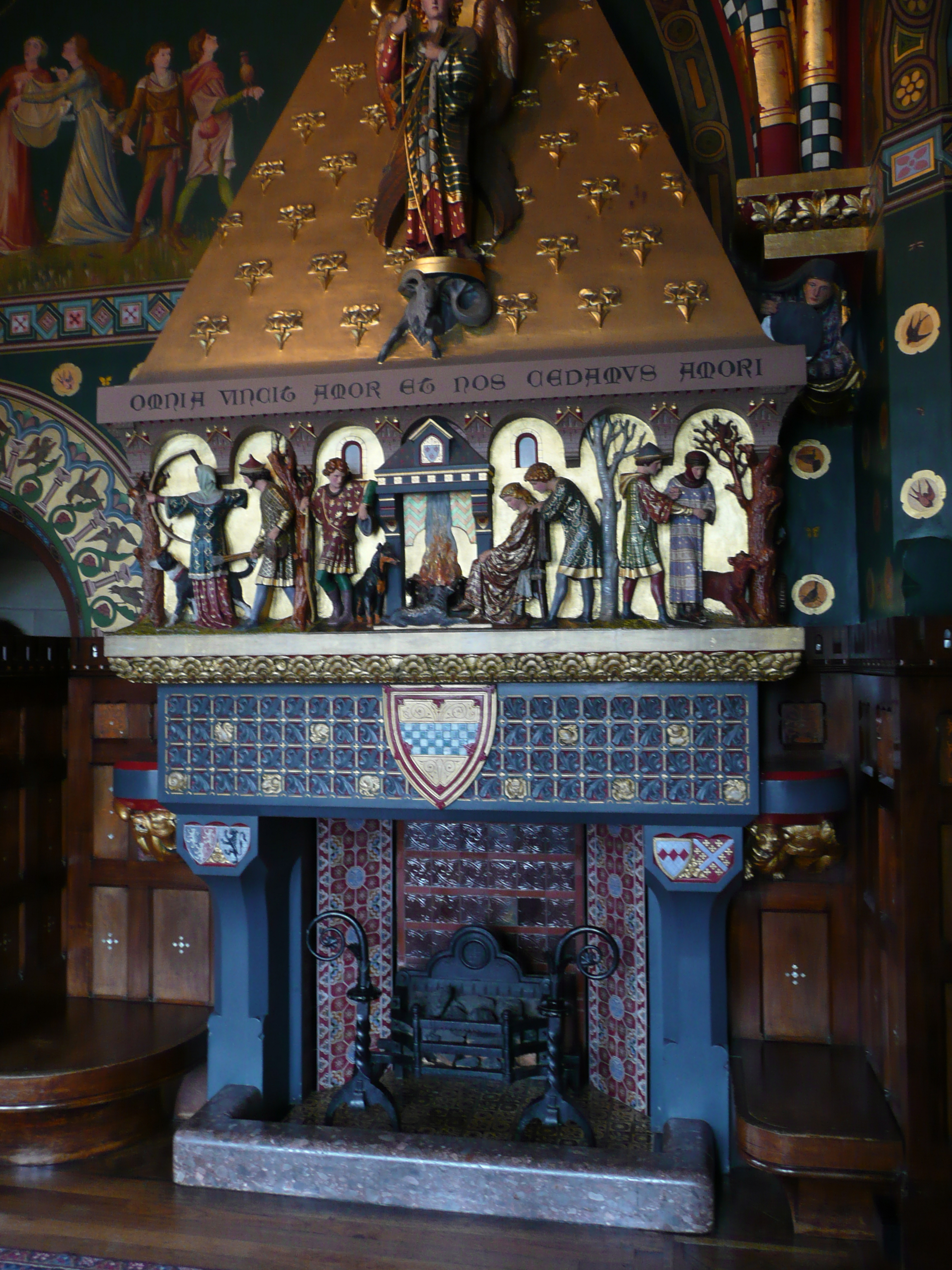
Kominek w Zimowym Pokoju Palaczy

Chodnik wzdłuż muru zamkowego, prowadzący do Wieży Zegarowej, pozwala na dostęp do szeregu pomieszczeń przeznaczonych dla 3. markiza Bute w okresie, kiedy był on jeszcze kawalerem, m.in. do słynnych Pokoi Palaczy (Letniego i Zimowego) oraz sypialni z łazienką. W przewodnikach najczęściej opisywany jest Pokój Letni z galerią, ale bogatą dekoracją ozdobiony jest również Pokój Zimowy. W analogii do dekoracji tarcz zegarowych na zewnątrz wieży, wyobrażających planety, również tematyka dekoracji wewnątrz budynku nawiązuje do upływu czasu (znaki zodiaku i motywy słońca widniejące na suficie i na ścianach). Wyposażenie pokoju stanowią: kominek z bogatą dekoracją przedstawiającą sceny z życia codziennego w średniowieczu, z gzymsem opatrzonym znaną sentencją Wergiliusza: „omnia vincit amor et nos cedamus amori” („miłość zwycięża wszystko a my ulegamy miłości”), misternie rzeźbiona i zdobiona szafka z inkrustacją z masy perłowej oraz akcesoria przeznaczone zarówno dla palaczy cygar i papierosów, jak i dla miłośników napojów (ok. 40 butelek). Wystroju dopełniają witraże oraz motywy inspirowane florą i fauną, zwłaszcza z ulubionymi przez Burgesa latającymi ptakami, które otaczają drzwi czy zdobiące boazerię zabawne obrazki zwierząt i celtyckie wzory. Według biografa Jana Marsha, Burges prawdopodobnie latem 1861 roku oglądał Red House Williama Morrisa i zainspirował się jego kolorystyką oraz bogactwem dekoracji, szczególnie średniowiecznymi scenami z życia, kilimami, witrażami i drewnianym umeblowaniem. Jednak jego własne projekty, zastosowane na zamku w Cardiff, powstały na podstawie bardziej zróżnicowanych źródeł ikonograficznych, są bogatsze i bardziej opracowane.

#### Pokój Arabski

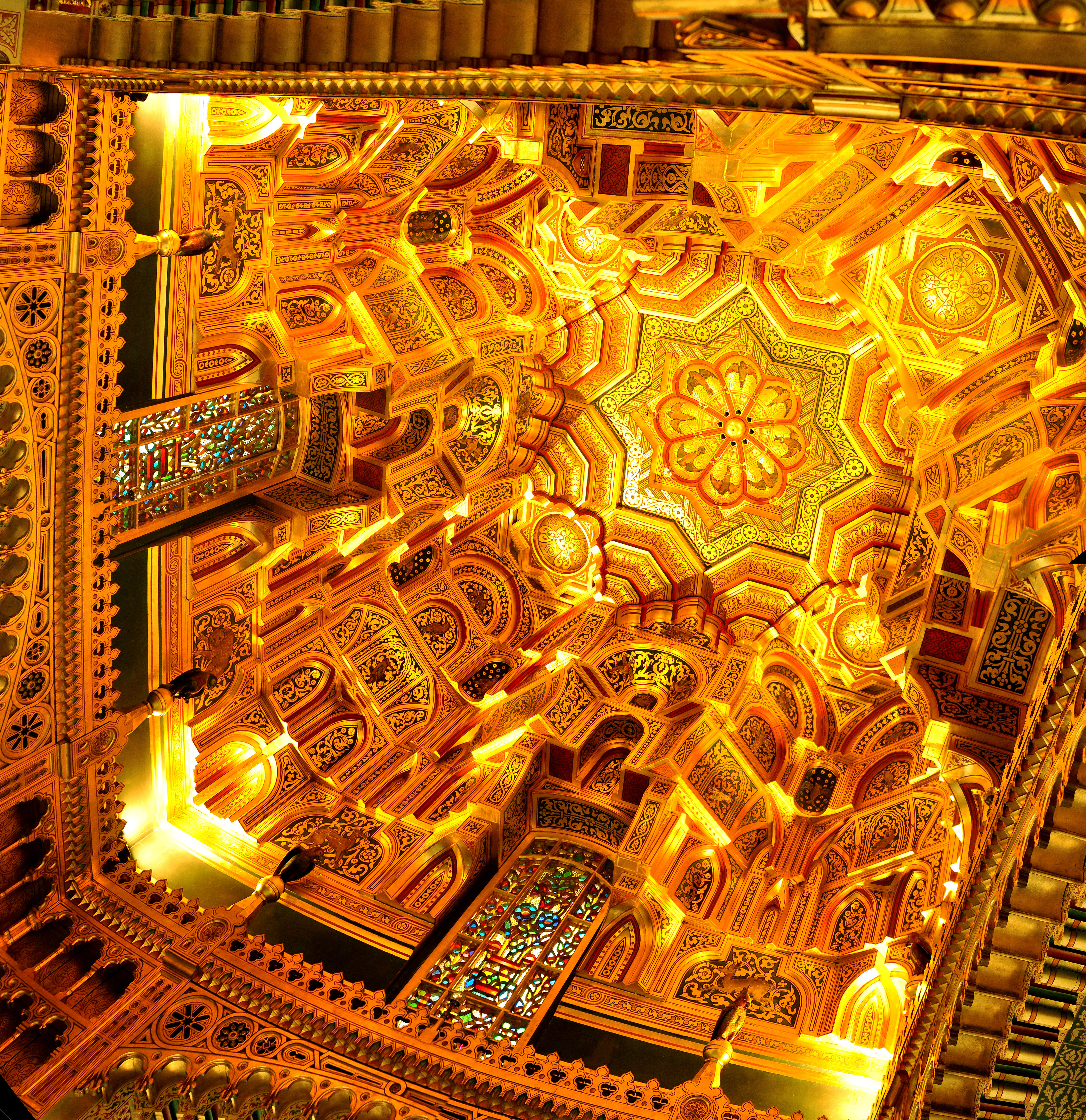
Pokój Arabski i jego pozłacany, geometryzujący sufit

Pokój Arabski, podobnie jak Zimowy Pokój Palaczy, również znajduje się w wieży, tym razem w Wieży Herberta, którą Burges zbudował na XVI-wiecznym skrzydle. Podczas gdy oba Pokoje Palaczy zastrzeżone były wyłącznie dla mężczyzn, Pokój Arabski pomyślany został jako salon dla kobiet, co może to częściowo tłumaczyć wyczuwalną w nim atmosferę haremu. Inspiracji do zaprojektowania pokoju dostarczyły Burgesowi jego wczesne podróże na Sycylię i do Konstantynopola i zainteresowanie się mauretańskimi źródłami sztuki średniowiecznej; zarówno on jak i malarz Frederic Leighton inspirowali się 3-tomowym dziełem Émile’a Prisse'a d'Avennes, L'Arte Arabe (1869–1877). Efektem inspiracji Leightona był zaprojektowany przez niego we własnym domu w Londynie (obecnie Leighton House Museum) tzw. Arab Hall. Burges projektując Pokój Arabski na zamku w Cardiff prawdopodobnie prześcignął Leightona. Stworzył wnętrze imponujące, w dużej mierze ze względu bardzo bogatą dekorację sufitu, określanego niekiedy jako plaster miodu. Cały pokój począwszy od gzymsu do oparć krzeseł i marmurowego panelu nad kominkiem artysta pokrył misternym deseniem rzeźbiarskim. Burges pracował do ostatnich miesięcy śmiercią nad wystrojem pokoju, stanowiącego być może jego szczytowe osiągnięcie jako projektanta wnętrz. Jego wkład w budowę zamku 3. markiz Bute uczcił odpowiednim napisem po łacinie, umieszczonym na panelu nad kominkiem: „John, markiz Bute zbudował go w 1881. William Burges zaprojektował go”.

#### Sala Bankietowa

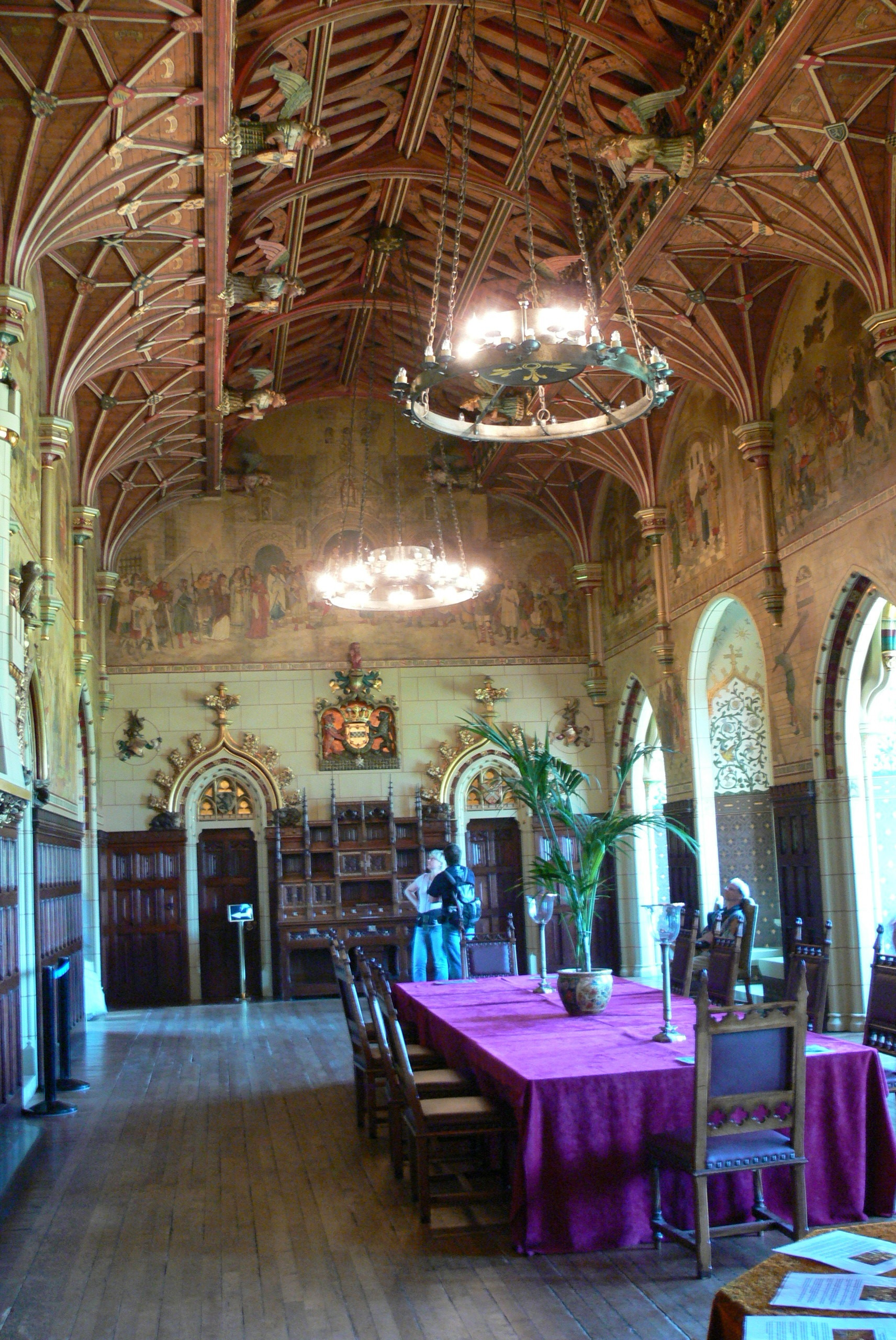
Sala Bankietowa

Sala Bankietowa i Biblioteka znajdują się na miejscu starej średniowiecznej sali i zajmują większą przestrzeń, niż małe pomieszczenia i wąskie przejścia w wieżach zamkowych. Głównym elementem bogatego wystroju Sali Bankietowej jest otwarty strop, mający formę dekoracyjnej więźby dachowej, wyraźnie inspirowany, jeśli chodzi o heraldykę i postacie aniołów, architekturą sakralną. Znajdujące w poszczególnych miejscach murale wykonywał na zamówienie Burgesa Horatio Walter Lonsdale, który współpracował z nim przy budowie katedry św. Findbara w Cork. Monumentalna, drewniana nastawa kominkowa, mająca formę zamku, wyszła spod dłuta innego członka zespołu Burgesa, Thomasa Nichollsa, który wyrzeźbił również oryginalne zwierzęta na Ścianie Zwierząt (Animal Wall), wieńczącej mur zamkowy. Tematykę ikonograficzną murali i oprawy kominkowej stanowią czyny Roberta, hrabiego Gloucester, i jego syna Williama. Temu drugiemu przypisuje się zlecenie budowy normańskiego donżonu. Wystrój rzeźbiarski Sali Bankietowej został ukończony w 1893 roku, już po śmierci Burgesa, ale przez jego współpracowników (William Frame, Horatio Walter Lonsdale i firma Crace & Son), według jego planów i w jego duchu.

#### Biblioteka

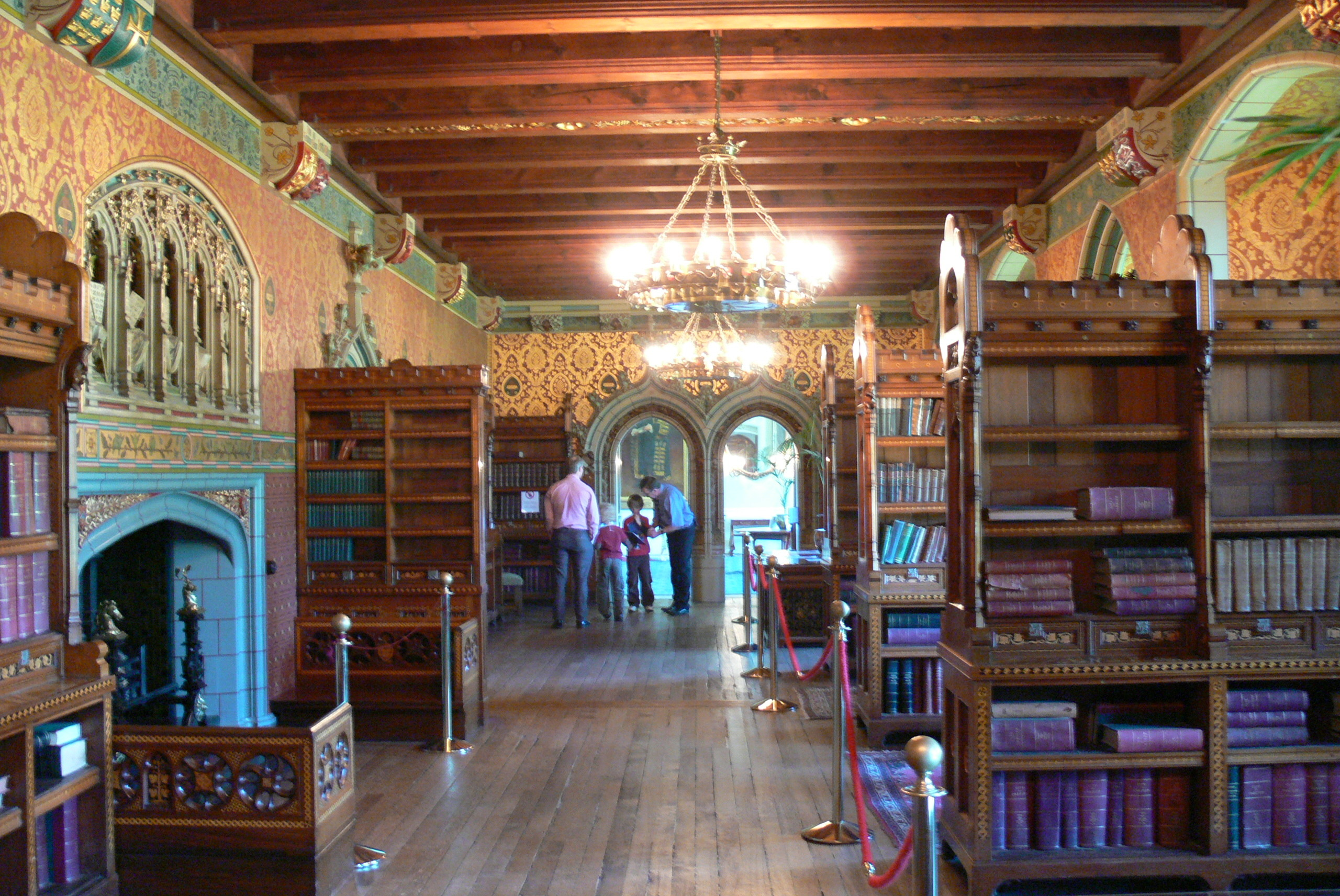
Biblioteka

Utrzymana w bogatej, ciepłej kolorystyce biblioteka zachowała w całości oryginalne wyposażenie. Według Matthew Williamsa jest ona jedynym istniejącym do dzisiaj kompletnym wnętrzem zaprojektowanym przez Burgesa. Część oryginalnego systemu grzewczego biblioteki, pochodzącego z epoki wiktoriańskiej, została pomysłowo ukryta pod obszernym, drewnianym biurkiem, za dekoracyjnymi kratkami. Projekty sporządził Burges w 1879 roku, a sam system zainstalował inżynier Wilson Weatherley Phipson. Wokół drzwi Burges wykonał dekorację „Darwinowskie małpy”, nawiązującą w humorystyczny sposób do Karola Darwina. Kominek i jego nastawę zaprojektował Thomas Nicholls. Dekoracja nastawy ukazuje siedzącego Mojżesza, otoczonego czterema postaciami symbolizującymi starożytne języki: grecki, asyryjski, hebrajski, egipski i celtycki. Tablice dekalogu trzymane przez Mojżesza sugerują, iż został on ukazany jako prawodawca, chociaż litery alfabetu hebrajskiego wskaują na to, że postać powinna być traktowana jako personifikacja jednego z języków. Postać symbolizująca język celtycki to sam markiz Bute.

#### Sypialnia 3. markiza Bute
Burges rozbudował tę część zamku, dodając do niego w 1873 roku dwa piętra. Dzięki temu mógł stworzyć sypialnię udekorowaną w sposób bardziej wyszukany niż apartament kawalerski markiza w Wieży Zegarowej, wykorzystywany przez niego okazjonalnie przed ślubem, tj. przed rokiem 1872. Wyposażenie sypialni stanowi kominek z brązową figurą św. Jana Chrzciciela, łóżko (replika oryginału) i szafa. Najważniejszym elementem dekoracyjnym zastosowanym w sypialni jest jej sufit, w który wmontowano 189 fazowanych luster, pomyślanych tak, aby odbijać pierwsze imię markiza (Jan) w języku greckim (ΙOANΣ), zarówno jako obraz prawdziwy, jak i lustrzany. Łazienka została wyłożona boazerią z drzewa orzechowego, w której umieszczono 36 rodzajów marmurowych płytek. Wyposażenie łazienki stanowią bogato dekorowana umywalka, umieszczona w marmurowym blacie oraz wanna i muszla klozetowa.

#### Pokój Chaucera
Komnatę zdobią sceny zaczerpnięte z twórczości Chaucera, między innymi z Czytania o Dobrych Paniach. W stropie pomieszczenia znajduje się ośmioboczny świetlik, umieszczony pod sygnaturką Wieży Beauchampa. Latarnię sygnaturki zdobią dwa rzędy witraży z bohaterami Opowieści Kanterberyjskich oraz sceny z innych utworów Chaucera. Belki latarni zostały ozdobione przy pomocy wzornika. Przestrzeń pomiędzy łukami wypełniają motywy roślinne. Panele z drewna orzechowego są inkrustowane masą perłową. Marmurową nastawę kominkową ozdabiają figury kobiet zawieszających tarcze herbowe na drzewie. Na wyłożonej kafelkami posadzce widnieje motyw winnego labiryntu.

#### Jadalnia
Jadalnia została udekorowana scenami z życia Abrahama, symbolizującymi gościnność. Masywny, malowany sufit został skonstruowany z cylindrycznych belek. Dekorację nad kominkiem stanowią rzeźbione postacie Abrahama i Sary, flankowane postaciami trzech aniołów, ukazanych nad greckim napisem. Witraż przedstawia sceny z życia Abrahama. Okiennice są rzeźbione i inkrustowane.

#### Pokój dzienny 3. markiza Bute
Ponad jadalnią znajduje się pokój dzienny markiza, ozdobiony scenami z życia św. Blane’a, patrona wyspy Bute. Na drzwiach umieszczono malowidło „Siedem grzechów głównych pokonanych przez cnotę”. Nadproże mosiężnego gzymsu kominka zdobią rzeźbione bobry.

#### Pokój dziecięcy dzienny
Markiz Bute miał czworo dzieci z żoną Gwendolen: córkę lady Margaret oraz trzech synów - Johna, który odziedziczył tytuł markiza, lorda Niniana i lorda Columa. Pokój dziecięcy, znajdujący się w Wieży Gości, jest prawdopodobnie najbardziej promiennym i przyjaznym z mniejszych zamkowych pomieszczeń, a z pewnością najładniejszym. Wypełniają go typowe wiktoriańskie akcesoria dziecięce, takie jak koń na biegunach czy stół do odrabiania lekcji i spożywania posiłków. Pokój jest imponująco udekorowany. Wokół ścian biegnie szeroki, ręcznie malowany fryz pędzla Horatia Waltera Lonsdale’a, przedstawiający bajkowe epizody z takich książek jak Niewidzialny książę, Przypadki Robinsona Kruzoe, Jaś i magiczna fasola, Aladyn oraz Ali Baba i czterdziestu rozbójników. W nastawie kominkowej, której dekorację zainspirował poemat Dom sławy Geoffreya Chaucera, przedstawiona została Sława. Królewska postać Sławy siedzi na tronie, a poniżej niej widnieje anioł dmuchający w dwie trąbki - złotą (dla zachęty dzieci) i czarną (dla ich ostrzeżenia).

#### Ogród na dachu

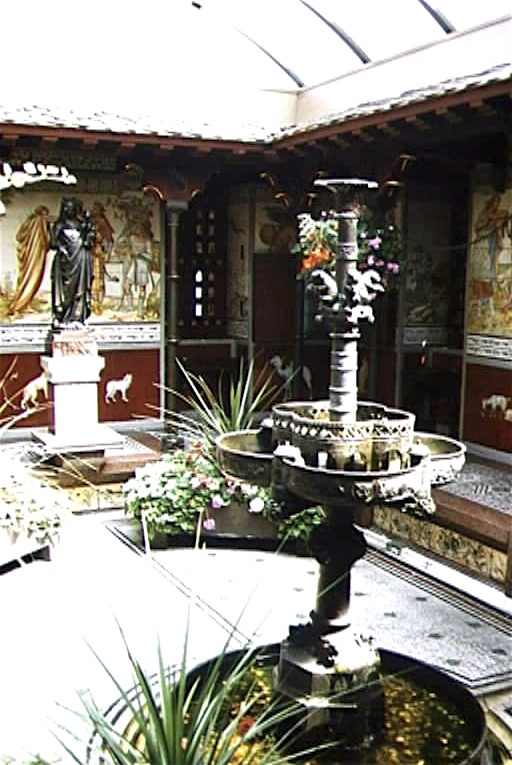
Ogród na dachu

Ogród na dachu, zbudowany i urządzony w latach 1873–1876 w Wieży Bute jest przykładem eklektyzmu Burgesa. Ma formę klasycznego perystylu, z żelazną kolumnadą podtrzymującą dach i otaczającą obniżony, wyłożony kafelkami dziedziniec z fontanną w środku. Wzory na kafelkach zaprojektował Lonsdale, a wykonała je firma W. B. Simpson & Sons. Mural na ścianach otaczających dziedziniec przedstawia historię proroka Eliasza, przedzielaną drewnianymi, pomalowanymi na zielono, średniowiecznymi okiennicami. W dolnej części muralu znajdują się napisy w języku hebrajskim. Pomiędzy kolumnami umieszczono wykonany z brązu posąg Madonny z Dzieciątkiem. Drewniane kapitele kolumn zdobią rzeźby przedstawiające głowę byka z pierścieniem w pysku. Na trzonie fontanny znajdują się cztery bobry trzymające ryby, z pyszczków których wytryska woda.

## Restauracja i konserwacja zamku
Zamek po przekazaniu go miastu Cardiff był przez wiele lat używany jako miejsce uroczystości, imprez i wizyt turystycznych. W efekcie nadmiernej eksploatacji jego stan techniczny zaczął się pogarszać, w związku z czym pojawił się problem rewitalizacji budowli. Kompleksową restaurację niektórych pokoi zamkowych przeprowadziła w latach 70. XX wieku firma Campbell Smith and Co. (ta sama, która wykonała niektóre z pierwotnych dekoracji na zlecenie 3. markiza Bute). W trakcie podjętych prac zmienika ona niektóre z oryginalnych projektów Burgesa. Trudności w doprowadzeniu budynku do zadowalającego stanu były spowodowane nie tylko jego bieżącym użytkowaniem, ale również słabością konstrukcyjną, sięgającą jego początków. Dotyczyło to między innymi porowatego charakteru cienkich bloków piaskowca z Forest of Dean oraz postępującą erozją systemów odprowadzania wody z dachu. Nie licząc kilku pojedynczych głosów, próbujących wzbudzić świadomość znaczenia wnętrz zamkowych, dopiero w połowie lat 90. Cardiff Council, Cadw, HLF i konserwatorzy podjęli wspólny wysiłek na rzecz zdefiniowania zakresu niezbędnych prac. Sfinansowany przez HLF program ochrony zamku w Cardiff uruchomiony został w 2002 roku. W ramach całościowego programu zabrano się najpierw za odrestaurowanie pewnych elementów wystroju zewnętrznego, w tym dekoracji Wieży Zegarowej, wszystkich murów zewnętrznych i – w pewnych aspektach – pobliskich murów otaczających zamek. Plan konserwatorski odnośnie do wnętrz ogniskował się głównie na zachowaniu pierwotnych struktur Burgesa. Celem zaplanowanych działań było nie tylko zachowanie dziedzictwa Burgesa i 3. markiza Bute dla przyszłych pokoleń, ale przede wszystkim zrozumienie, czym ono było. Po dwóch latach przygotowań w kwietniu 2007 roku rozpoczęto realizację programu restauracji zamku, którą ukończono w kwietniu 2009; w efekcie wykonanych prac odrestaurowano osiemnaście zabytkowych wnętrz, dokonano również istotnych napraw dachu oraz rynien i okien.